# Peter Baranowski

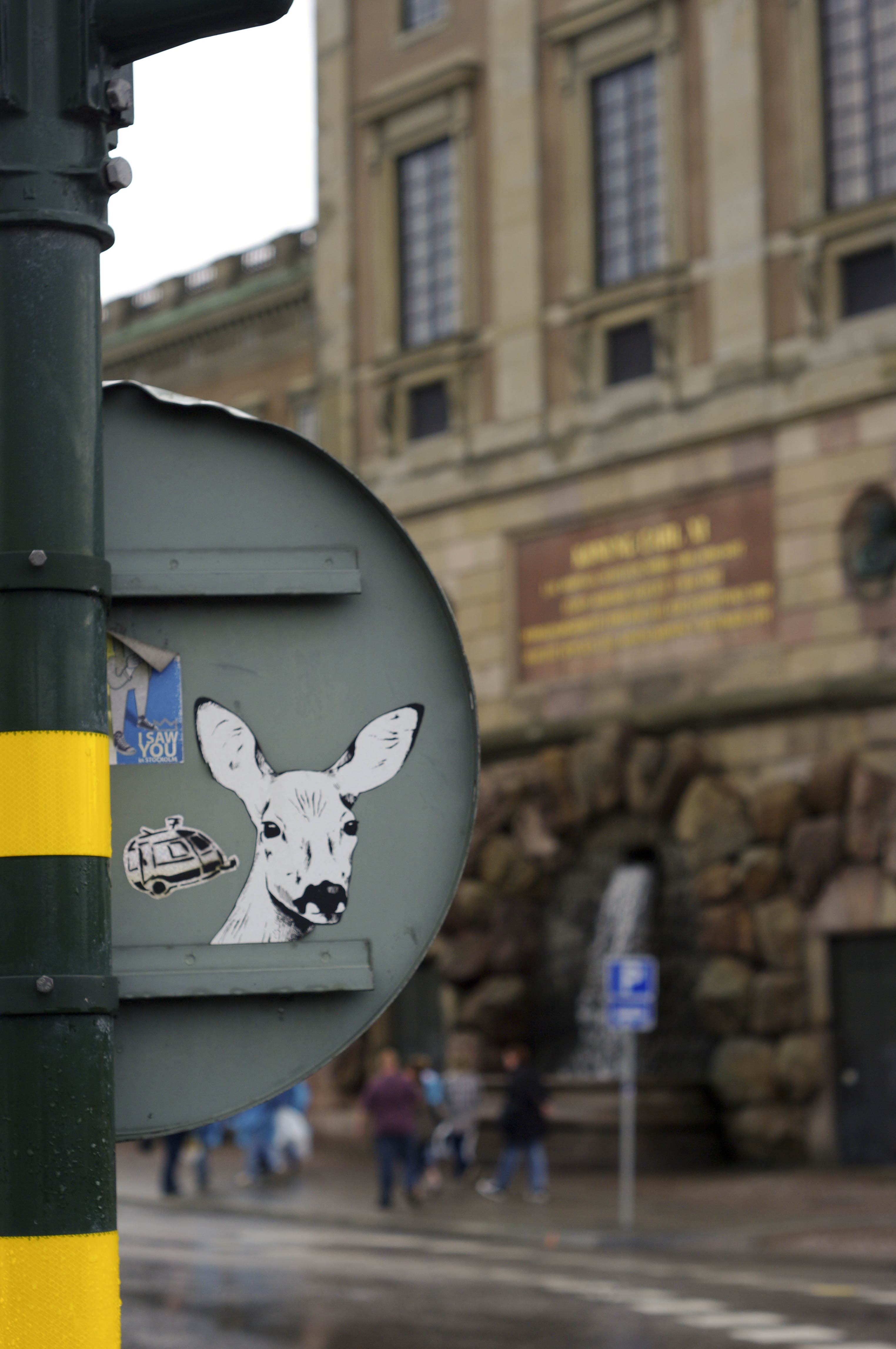
Ett av Klisterpeters rådjur

Peter Baranowski är en svensk gatukonstnär född 1974 i Arboga och huvudsakligen verksam i Stockholm. Han är även känd som Klisterpeter och Rådjursmannen.
Baranowski ligger bland annat bakom fågelholkarna och rådjursansiktena som finns på baksidan av skyltar i stort sett i hela Stockholm. Han byggde tillsammans med Akay Traffic island, den berömda röda miniatyrstugan med vita knutar mellan motorvägarna som går mellan Solna och Norrtull. 